# Дира-фьорд
Дира-фьорд (исл. Dýrafjörður) — фьорд в Исландии.

## География
Дюра-фьорд расположен на северо-западе Исландии, в регионе Вестфирдир. Он находится южнее Онюндар-фьорда и севернее Аднар-фьорда. На южном его берегу находится поселение Тингейри. Фьорд назван по имени Кристиана Дюрфьорда, одного из первых обитателей этих мест.

## История
Первые поселения появились на берегах фьорда ещё в раннем Средневековье. Посёлок Мирар был основан около 1200 года. В Средневековье на северном берегу находилось владение и двор Нупюр, родовое гнездо одной из влиятельнейших фамилий Исландии в прошлом — Нипвейяров. Над владением возвышалась гора Нупюр. В настоящее время от дома и хозяйства мало что сохранилось, на месте владения ныне находится гостиница.

## Галерея

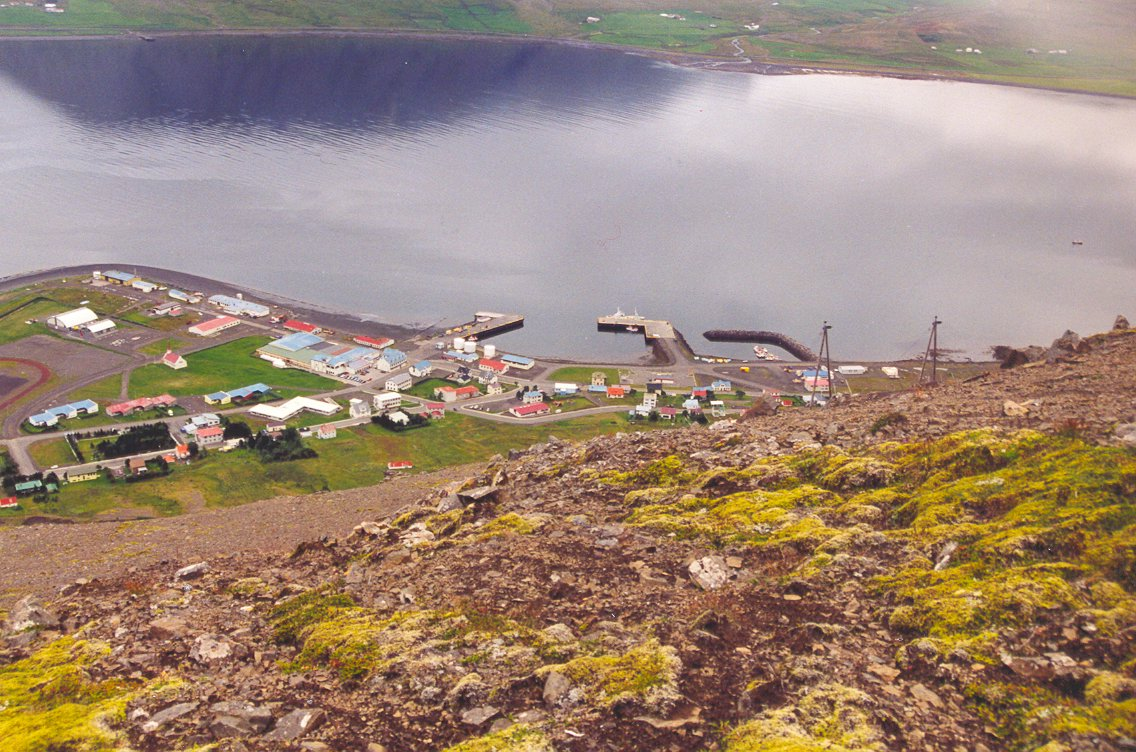
Городок Тингейри на берегу Дира-фьорда
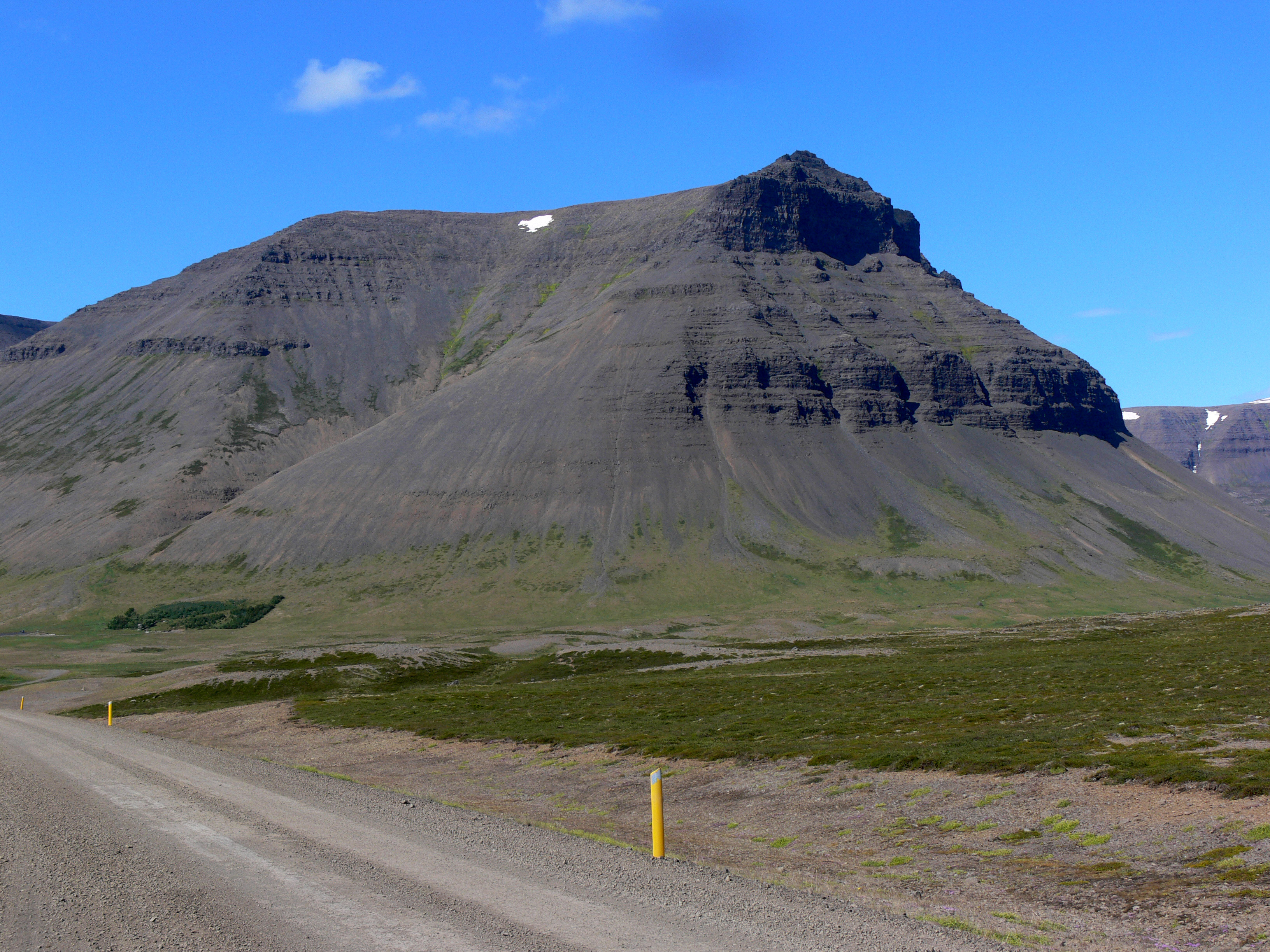
Гора Нупюр
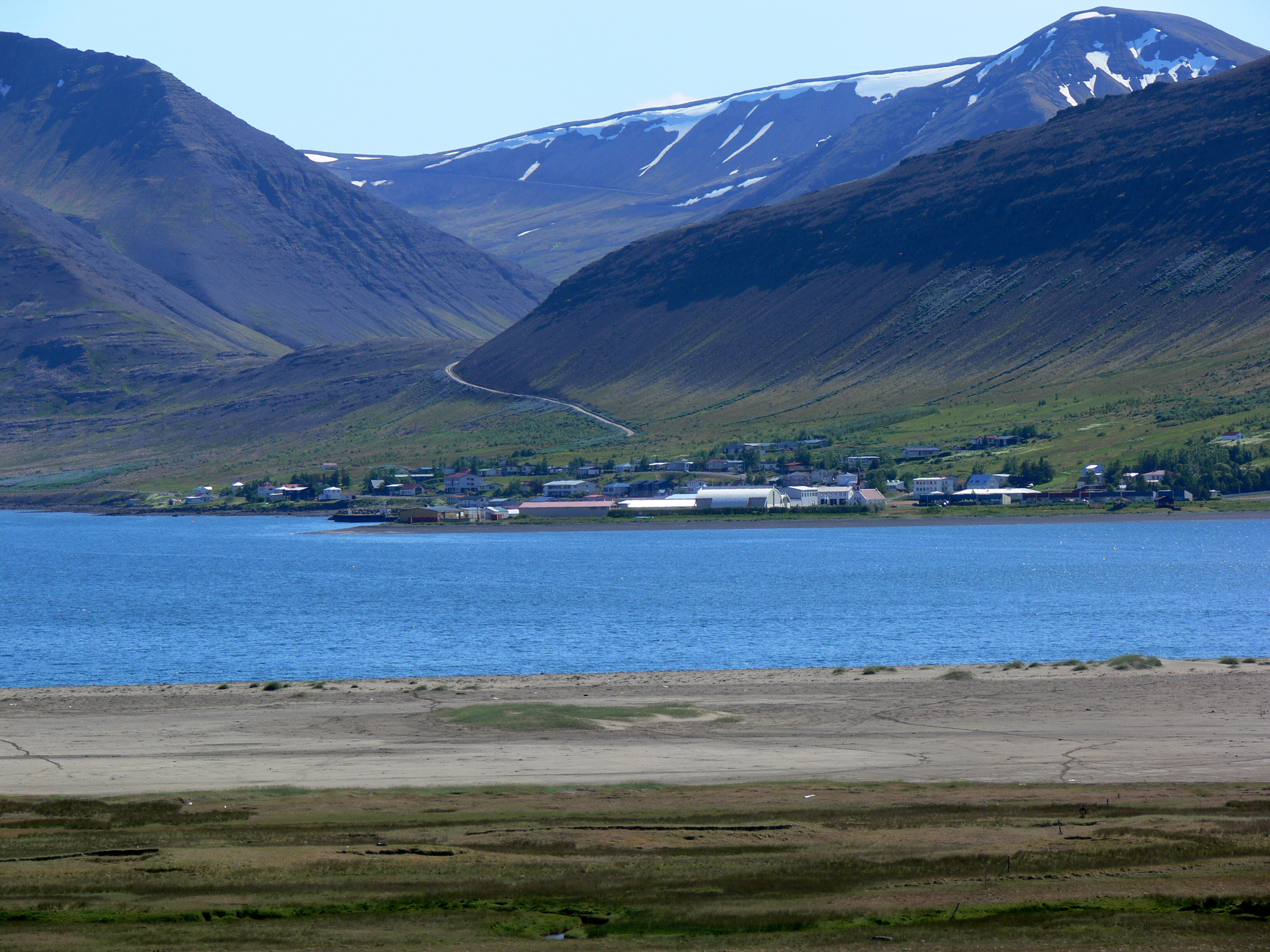
Тингейри
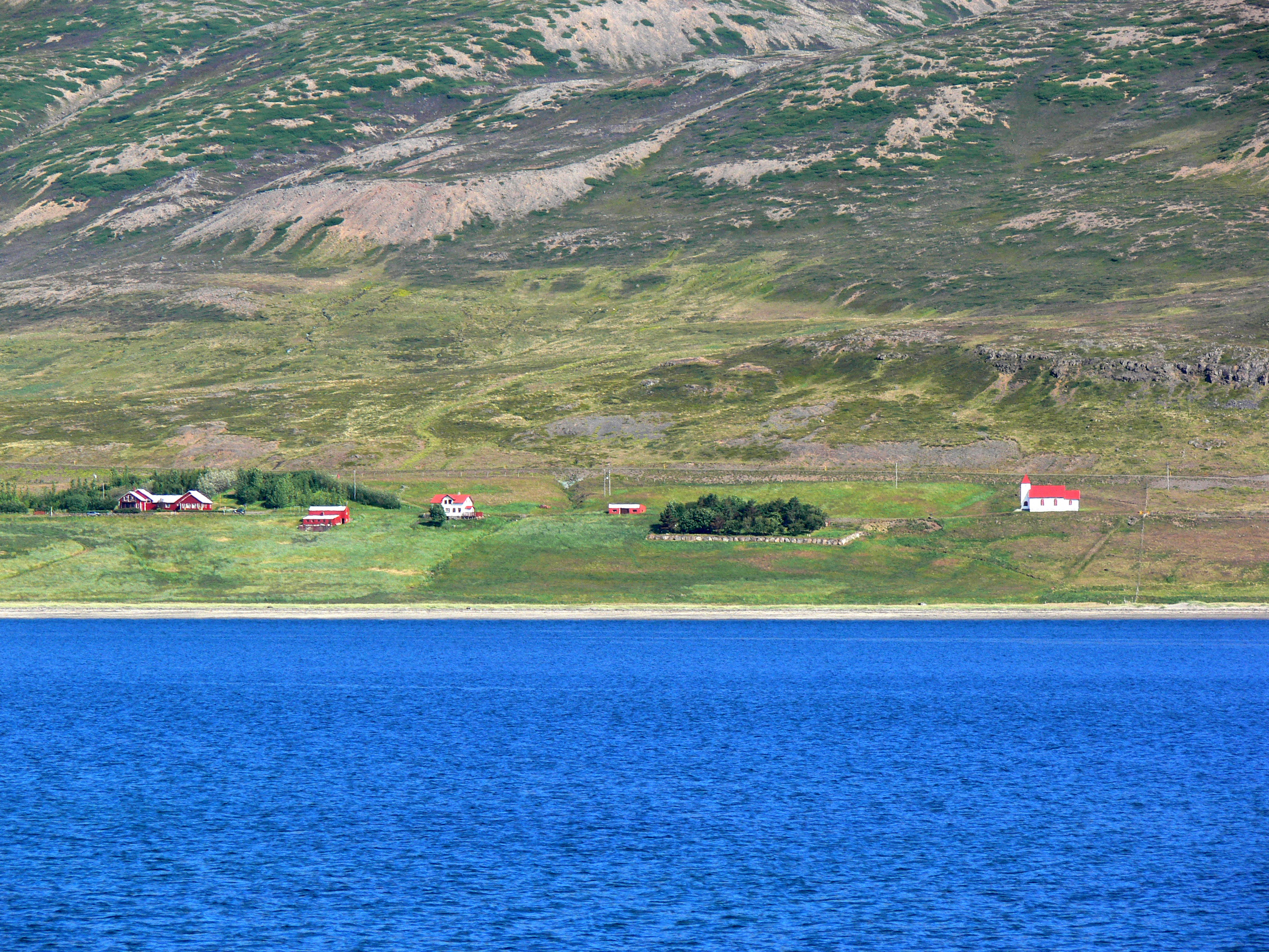
Поселение Мирар на северном берегу.
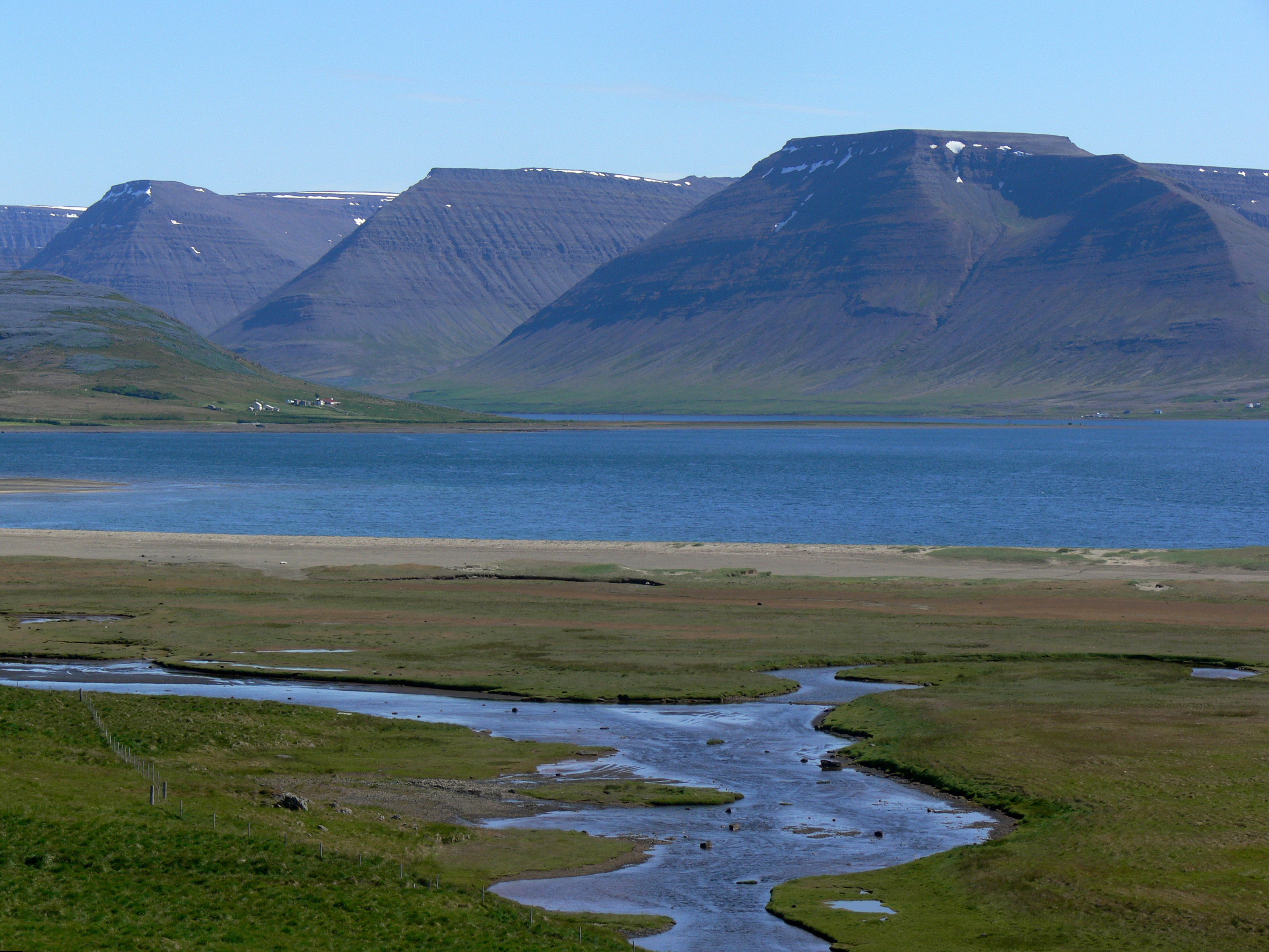
Фьорд в глубине острова.
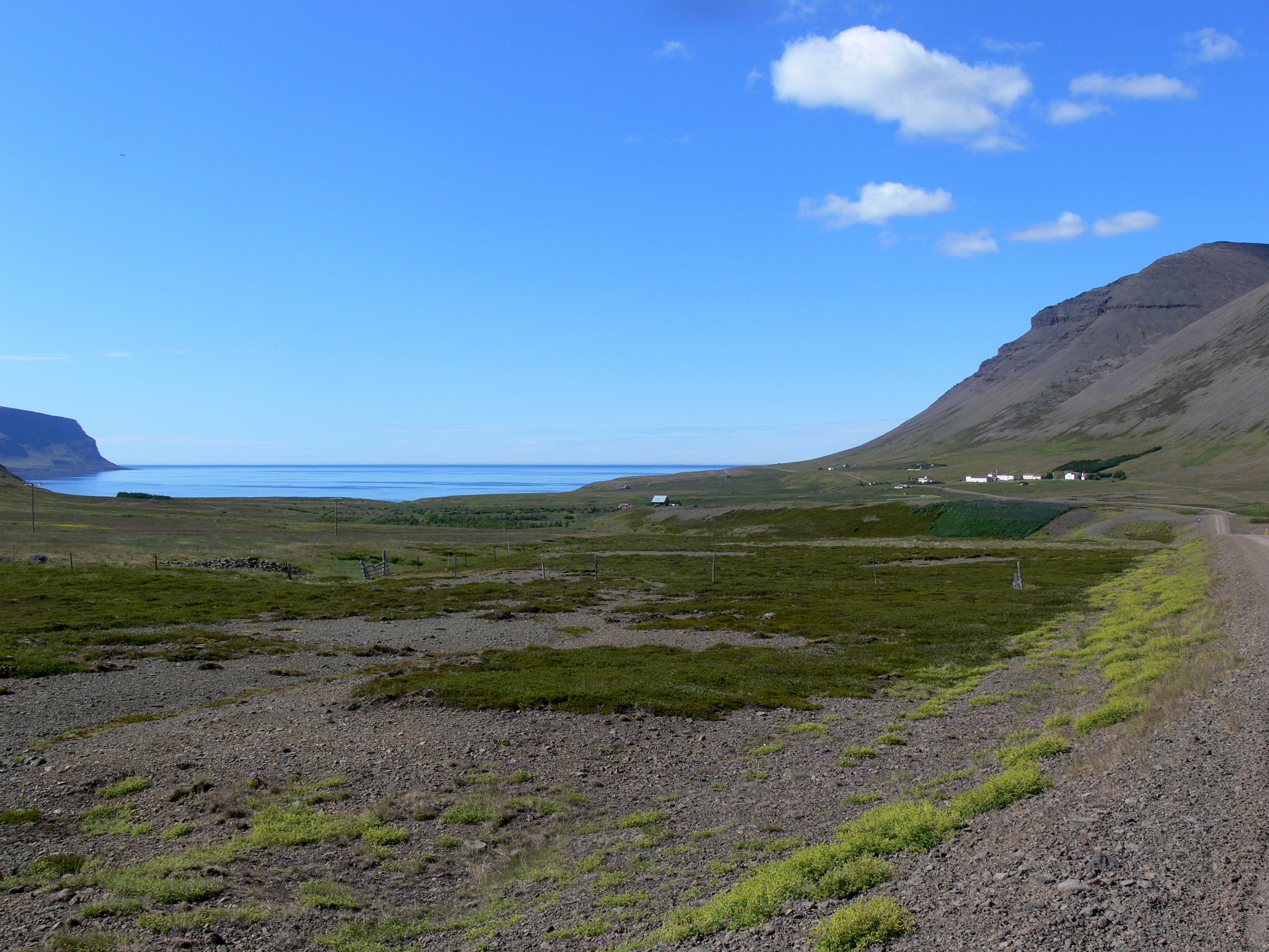
Вид на устье Дира-фьорда.